# Avión de combate colaborativo

Vehículo aéreo de combate no tripulado XQ-58A Valkyrie

Avión de combate colaborativo (CCA), es un programa de desarrollo militar estadounidense para vehículos aéreos de combate no tripulados (UCAV) y se considera, en términos generales, equivalente a un piloto de ala leal. Los CCA están destinados a operar en equipos de colaboración con la próxima generación de aviones de combate tripulados, incluidos cazas y bombarderos de sexta generación como el Northrop Grumman B-21 Raider. A diferencia de los UCAV convencionales, el CCA incorpora inteligencia artificial (IA), denominada "paquete de autonomía", y es capaz de sobrevivir en el campo de batalla. Todavía se espera que tenga un coste mucho menor que un avión tripulado con capacidades similares. La Fuerza Aérea de Estados Unidos planea gastar más de 6 mil millones de dólares en sus programas de Aviones de Combate Colaborativo (CCA) durante los próximos cinco años (2023 a 2028). El éxito del programa CCA podría reducir la necesidad de escuadrones tripulados adicionales.